# Gaston Degy

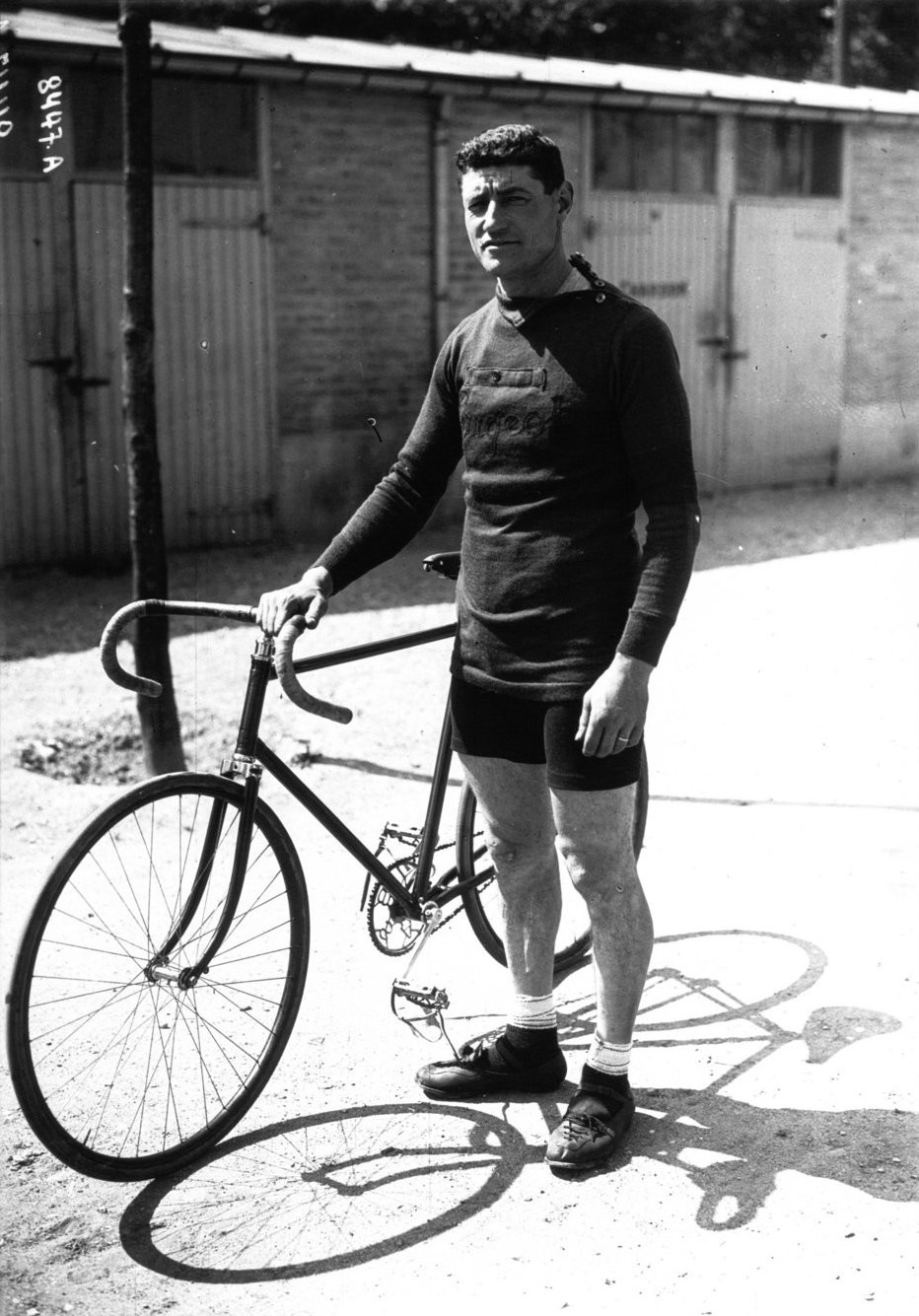
Gaston Degy

Gaston Degy (* 3. April 1890 in Jussey; † 2. Februar 1964 in Versailles) war ein französischer Radrennfahrer und nationaler Meister im Radsport.

## Sportliche Laufbahn
Degy wurde 1920 nationaler Meister im Querfeldeinrennen (heutige Bezeichnung Cyclocross). Er gewann das erste international besetzte Querfeldeinrennen in Frankreich 1924, das Critérium international de cyclo-cross.
1914 wurde er Berufsfahrer, musste seine Laufbahn aber durch den Ersten Weltkrieg unterbrechen. Zuvor war er von 1911 bis 1913 als Unabhängiger lizenziert. Er startete erneut als Profi von 1919 bis 1926. 1914 bestritt er die Tour de France, die er beim Sieg von Philippe Thys auf dem 40. Platz beendete. 1921 schied er aus der Tour vorzeitig aus, 1922 wurde er 10. des Endklassements und 1923 dann 16. 1924 fuhr er erneut die Tour und beendete sie auf dem 15. Rang.